# Kroppangrund
Kroppangrund är en ö i Finland. Den ligger i Bottenhavet och i kommunen Närpes i den ekonomiska regionen  Sydösterbotten i landskapet Österbotten, i den västra delen av landet. Ön ligger omkring 58 kilometer sydväst om Vasa och omkring 340 kilometer nordväst om Helsingfors.
Öns area är 9 hektar och dess största längd är 0,7 kilometer i nord-sydlig riktning.